# Lotus 93T
Der Lotus 93T war ein Formel-1-Rennwagen des britischen Rennstalls Lotus, der in der Formel-1-Saison 1983 eingesetzt wurde. Er war zugleich das erste Fahrzeug des Teams mit Turbomotor.

## Technische Daten
Teamchef Colin Chapman hatte bis zu seinem Tod am 16. Dezember 1982 noch intensiv am Lotus 93T gearbeitet. Danach wurde das Fahrzeug von den drei Lotus-Ingenieuren Tony Rudd, Peter Wright und Martin Ogilvie zu Ende entwickelt und am 8. Februar 1983 der Öffentlichkeit in London präsentiert. Tags darauf absolvierte der Lotus 93T auf dem Circuit Paul Ricard seine ersten Testfahrten und war auf Anhieb schneller als die Konkurrenz von Renault. Allerdings mangelte es dem Rennwagen an genügend Anpressdruck auf der Hinterachse, was letztlich ein schlechtes Fahrverhalten verursachte. Zudem war das Fahrzeug zu schwer.
Das Monocoque des Fahrgestells bestand aus Kunstharz, das mit Kohlenstoff- und Aramidfasern verstärkt war. Äußerliche Besonderheiten des Lotus 93T waren seine lang gezogenen Seitenkästen, in denen die Öl- und Wasserkühler untergebracht waren, sowie eine sehr hoch verlaufende Motorabdeckung. Die Räder waren einzeln an Doppelquerlenkern aufgehängt, die vorderen Radträger bestanden aus einer Magnesiumlegierung, die hinteren aus Stahl. Eine hydraulisch unterstützte Federung war vorgesehen, wurde jedoch wegen technischer Unzulänglichkeiten nicht im Rennen eingesetzt. An den Vorderrädern hatte der Wagen Scheibenbremsen mit jeweils einem Bremssattel von AP und an den Hinterrädern mit je zwei Bremssätteln. Der Fahrer konnte vom Cockpit aus die Bremsbalance des Fahrzeugs im Rennen verändern. Die Stoßdämpfer wurden von Koni geliefert. Die Räder stammten von Gotti, die Reifen in den Dimensionen 15 × 11 Zoll (vorn) und 13 × 17 Zoll (hinten) von Pirelli.
Angetrieben wurde der Lotus 93T von einem Renault-Turbomotor des Typs EV1. Er wog 170 kg, war wassergekühlt, hatte sechs Zylinder in V-Anordnung mit einem Zylinderbankwinkel von 90° und einen Hubraum von 1492 cm³. Mit auf 3,0 bar begrenztem Ladedruck leistete der Motor maximal etwa 650 PS (470 kW) bei einer Drehzahl von etwa 12.000/min. Die Motorelektronik stammte von Magneti Marelli und das Einspritzsystem von Bosch. Das manuell zu schaltende, längs eingebaute Lotus-Hewland Getriebe hatte fünf Vorwärtsgänge und einen Rückwärtsgang. Es war ein weiterer Schwachpunkt des Fahrzeugs. Die Zweischeiben-Trockenkupplung hatte 18,4 cm Durchmesser und wurde von AP bezogen. Der Tank des Fahrzeugs fasste 240 Liter.

## Sponsor
Hauptsponsor war der Tobacco-Konzern mit der Zigarettenmarke John Player Special, weshalb das Fahrzeug in Schwarz mit goldenen Applikationen gehalten war.

## Saisonverlauf
Der Lotus 93T wurde in der ersten Saisonhälfte überwiegend von Elio de Angelis gefahren und erwies sich durch die genannten Probleme als nicht konkurrenzfähig. Insbesondere Motordefekte und Getriebeschäden verhinderten oftmals bessere Platzierungen, sodass die Weiterentwicklung des Fahrzeugs zugunsten des Lotus 94T frühzeitig gestoppt wurde. Letztmals wurde dieser Wagentyp anlässlich des Großen Preises von Deutschland eingesetzt. Das Rennen von Nigel Mansell endete aber bereits nach nur einer Runde mit einem Leck im Kühlsystem.
Im Qualifying war De Angelis hingegen gelegentlich erfolgreich. Bereits beim ersten Einsatz in Long Beach konnte er sich für Startplatz 5 qualifizieren, ebenso beim Folgerennen in Le Castellet. Danach ließ die Leistung zwar nach, aber beim Rennen in Detroit erreichte er mit Startplatz 4 das beste Ergebnis des Fahrzeugs.
| Fahrer               | Nr.                  | 1 | 2   | 3   | 4   | 5   | 6 | 7   | 8   | 9 | 10  | 11 | 12 | 13 | 14 | 15 | Punkte | Rang |
| -------------------- | -------------------- | - | --- | --- | --- | --- | - | --- | --- | - | --- | -- | -- | -- | -- | -- | ------ | ---- |
| Formel-1-Saison 1983 | Formel-1-Saison 1983 |   |     |     |     |     |   |     |     |   |     |    |    |    |    |    | (11)   | (8.) |
| E. de Angelis        | 11                   |   | DNF | DNF | DNF | DNF | 9 | DNF | DNF |   |     |    |    |    |    |    | (11)   | (8.) |
| N. Mansell           | 12                   |   |     |     |     |     |   |     |     |   | DNF |    |    |    |    |    | (11)   | (8.) |

| Legende  | Legende            | Legende                                                          |
| Farbe    | Abkürzung          | Bedeutung                                                        |
| -------- | ------------------ | ---------------------------------------------------------------- |
| Gold     | –                  | Sieg                                                             |
| Silber   | –                  | 2. Platz                                                         |
| Bronze   | –                  | 3. Platz                                                         |
| Grün     | –                  | Platzierung in den Punkten                                       |
| Blau     | –                  | Klassifiziert außerhalb der Punkteränge                          |
| Violett  | DNF                | Rennen nicht beendet (did not finish)                            |
| Violett  | NC                 | nicht klassifiziert (not classified)                             |
| Rot      | DNQ                | nicht qualifiziert (did not qualify)                             |
| Rot      | DNPQ               | in Vorqualifikation gescheitert (did not pre-qualify)            |
| Schwarz  | DSQ                | disqualifiziert (disqualified)                                   |
| Weiß     | DNS                | nicht am Start (did not start)                                   |
| Weiß     | WD                 | zurückgezogen (withdrawn)                                        |
| Hellblau | PO                 | nur am Training teilgenommen (practiced only)                    |
| Hellblau | TD                 | Freitags-Testfahrer (test driver)                                |
| ohne     | DNP                | nicht am Training teilgenommen (did not practice)                |
| ohne     | INJ                | verletzt oder krank (injured)                                    |
| ohne     | EX                 | ausgeschlossen (excluded)                                        |
| ohne     | DNA                | nicht erschienen (did not arrive)                                |
| ohne     | C                  | Rennen abgesagt (cancelled)                                      |
| ohne     | keine WM-Teilnahme |                                                                  |
| sonstige | P/fett             | Pole-Position                                                    |
| sonstige | 1/2/3/4/5/6/7/8    | Punktplatzierung im Sprint-/Qualifikationsrennen                 |
| sonstige | SR/kursiv          | Schnellste Rennrunde                                             |
| sonstige | *                  | nicht im Ziel, aufgrund der zurückgelegten Distanz aber gewertet |
| sonstige | ()                 | Streichresultate                                                 |
| sonstige | unterstrichen      | Führender in der Gesamtwertung                                   |